# Saint-Riquier
Saint-Riquier là một xã ở tỉnh Somme, vùng Hauts-de-France, Pháp.

## Địa lý
Thị trấn này có cự ly khoảng 5 dặm Anh về phía đông bắc của Abbeville, trên giao lộ đường D925 và đường D32.

## Dân số
| 1962                                          | 1968 | 1975 | 1982 | 1990 | 1999 |
| --------------------------------------------- | ---- | ---- | ---- | ---- | ---- |
| 1129                                          | 1176 | 1205 | 1165 | 1166 | 1186 |
| Số liệu từ năm 1962 Dân số không tính hai lần |      |      |      |      |      |